# Claudius Lavergne

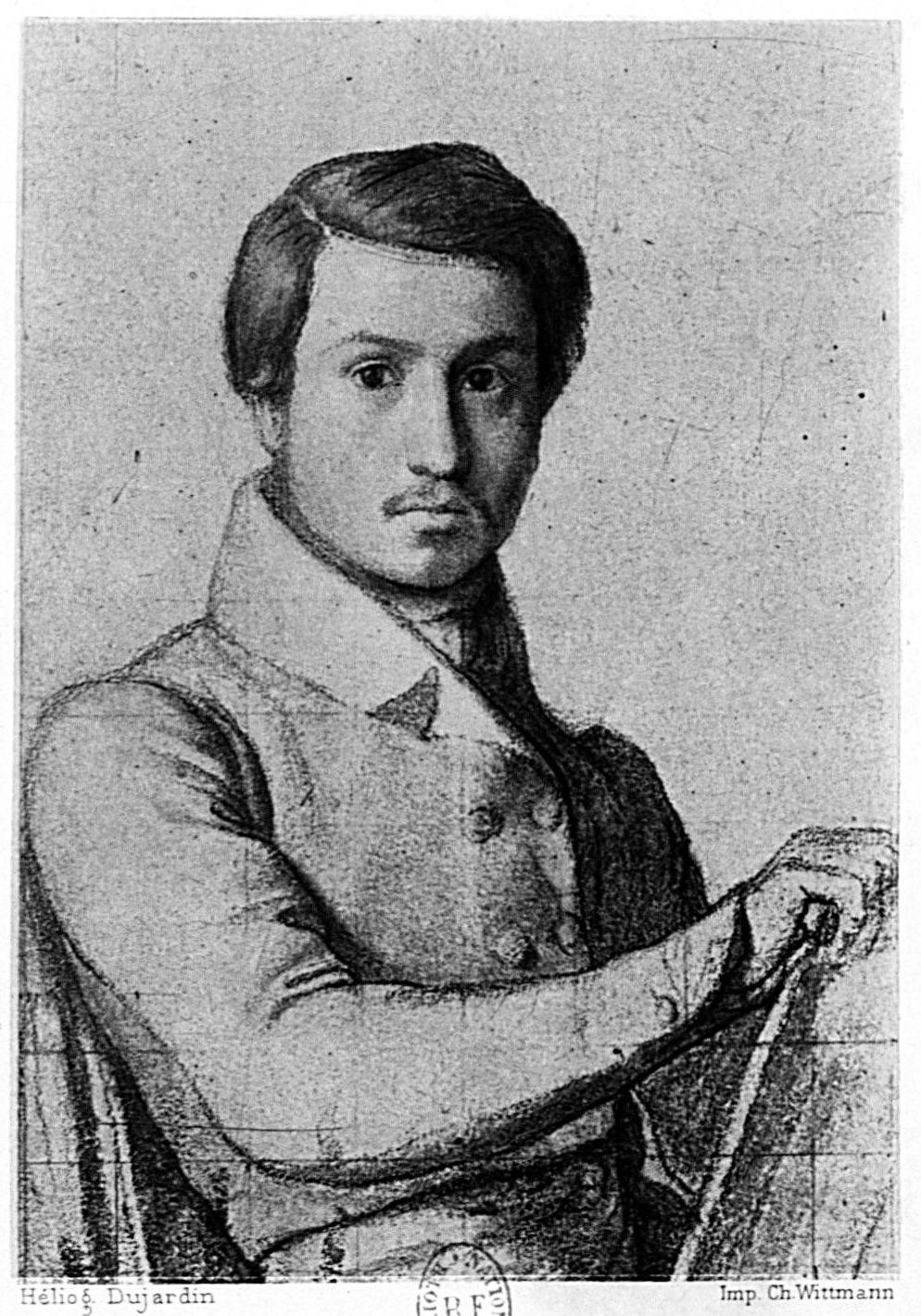
Selbstporträt von Claudius Lavergne

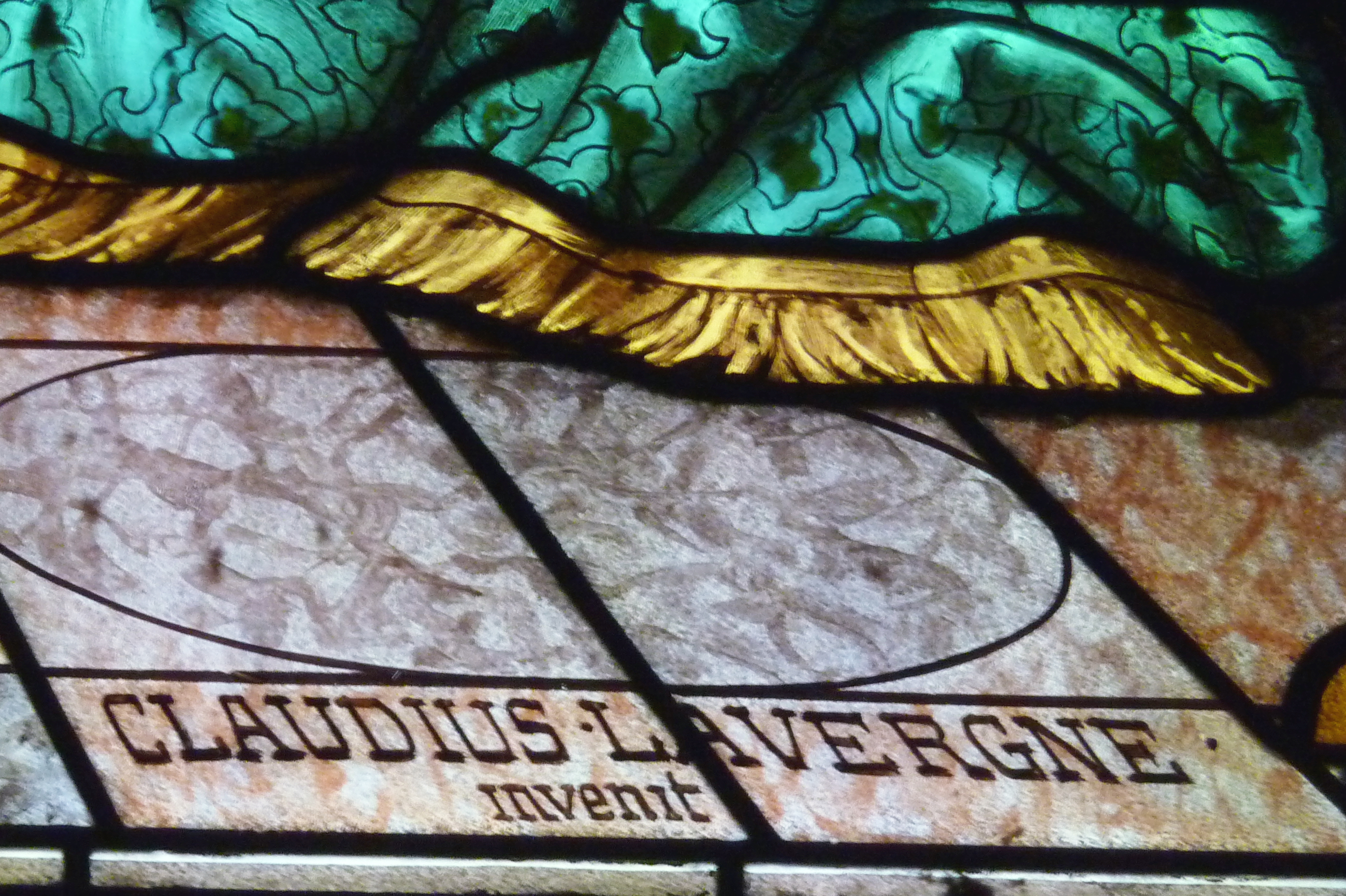
Signatur von Claudius Lavergne auf einem Fenster in der Kirche St-Martin in Palaiseau

Claudius Lavergne (* 11. Dezember 1815 in Lyon; † 31. Dezember 1887 in Paris) war ein französischer Maler, Kunstkritiker und Glasmaler.
Lavergne besuchte die Schule in Lyon und wurde danach Student an der École des Beaux Arts in Lyon. Er war Schüler von Ingres, dem er nach Rom nachfolgte.
Obwohl Lavergne von 1838 bis 1878 in den Salons ausstellte, blieb er in erster Linie als Glasmaler bekannt. Seine Werkstatt befand sich in der Rue d’Assas Nr. 74 in Paris. Gleichzeitig arbeitete er als Inspecteur des monuments historiques für Prosper Mérimée.
Lavergne schuf elf Fenster für die Kathedrale St. Peter in Genf, darunter ein Fenster mit der heiligen Clothilde. Weitere Fenster schuf er für die katholische Pfarrkirche in Combourg, die Pfarrkirche in Vrigne-aux-Bois (Département Ardennes) und die Kirche Saint-André-de-l’Europe in Paris (8. Arrondissement).
Claudius Lavergne war mit Julie Ozaneaux, der Tochter von Georges Ozaneaux (Schriftsteller und Hochschullehrer), verheiratet. Julie Lavergne wurde als Autorin von Erzählungen bekannt.